# Puerto Libertad (Mexikó)
Puerto Libertad (spanyol nevének jelentése: szabadság-kikötő) egy kis kikötőváros Mexikó Sonora államának nyugati részén. 2010-ben lakossága 2782 fő volt. A településen helyi szinten jelentős a halászat, és egy országos szinten is fontos, a tengeren ideszállított olajjal működő hőerőmű is található itt.

## Földrajz

### Fekvése
A település Sonora állam nyugati részén, a Kaliforniai-öböl partján, a Sonora-sivatag szélén helyezkedik el egy kisebb félszigettől délkeletre. Központjában található a kikötő és egy hőerőmű, ettől keletre és nyugatra is van egy-egy lakóterület, egymást derékszögben metsző utcákkal. A várostól északkeletre néhány kilométerre repülőtér is található, amely az erőmű szolgálatában áll.

### Éghajlat
A város éghajlata forró és száraz. Minden hónapban mértek már legalább 29 °C-os hőséget, a rekord elérte a 44 °C-ot is. Az átlagos hőmérsékletek a januári 13,0 és az augusztusi 30,2 fok között váltakoznak, a fagy rendkívül ritka. Az évi átlagosan 101 mm csapadék időbeli eloszlása is egyenetlen: késő tavasszal és kora nyáron szinte egyáltalán nem esik eső, nyár végétől télig valamivel több, de akkor sem sok.
| Hónap                                   | Jan. | Feb. | Már. | Ápr. | Máj. | Jún. | Júl. | Aug. | Szep. | Okt. | Nov. | Dec. | Év   |
| --------------------------------------- | ---- | ---- | ---- | ---- | ---- | ---- | ---- | ---- | ----- | ---- | ---- | ---- | ---- |
| Rekord max. hőmérséklet (°C)            | 29,0 | 32,0 | 33,5 | 41,0 | 42,0 | 44,0 | 43,0 | 44,0 | 44,0  | 42,0 | 38,0 | 32,0 | 44,0 |
| Átlagos max. hőmérséklet (°C)           | 19,5 | 20,8 | 22,7 | 26,0 | 29,0 | 32,2 | 34,4 | 34,6 | 33,7  | 29,5 | 24,3 | 20,1 | 27,3 |
| Átlaghőmérséklet (°C)                   | 13,0 | 14,2 | 16,1 | 19,1 | 22,1 | 25,8 | 29,8 | 30,2 | 28,4  | 23,1 | 17,6 | 13,5 | 21,1 |
| Átlagos min. hőmérséklet (°C)           | 6,5  | 7,6  | 9,5  | 12,1 | 15,2 | 19,6 | 25,3 | 25,8 | 23,1  | 16,7 | 10,9 | 6,9  | 15,0 |
| Rekord min. hőmérséklet (°C)            | −6,0 | 0,0  | 1,0  | 3,0  | 4,5  | 7,5  | 12,5 | 13,5 | 11,0  | 2,5  | 1,5  | −1,0 | −6,0 |
| Átl. csapadékmennyiség (mm)             | 12   | 7    | 7    | 1    | 0    | 0    | 9    | 13   | 12    | 15   | 7    | 17   | 101  |
| Forrás: Servicio Meteorológico Nacional |      |      |      |      |      |      |      |      |       |      |      |      |      |

## Népesség
A település népessége a közelmúltban többnyire lassan csökkent:
| Év   | Lakosság |
| ---- | -------- |
| 1990 | 2459     |
| 1995 | 3009     |
| 2000 | 2950     |
| 2005 | 2823     |
| 2010 | 2782     |

## Turizmus, látnivalók
A település nem számít jelentős turisztikai központnak, nincsenek sem történelmi emlékei, sem múzeumai, de még szállodái sem. A tengerpart miatt azonban mégis vannak látogatói, akiknek a szezonban a parton palapákat is felállítanak. A parti vendéglők tengeri ételeket kínálnak számukra.